# Volcamod
Volcamod là công ty chuyên gia công hàng may mặc thời trang trong nước và quốc tế.

## Tiểu sử
Volcamod được thành lập vào tháng 1 năm 2019 tại Quảng Bình, sáng lập bởi bà Lê Thị Thu Huệ và ông Hà Công Thọ.  Với mong muốn làm ra sản phẩm đảm bảo chất lượng xứng đáng với thương hiệu "made in vietnam".

## Định hướng
Volcamod trang bị hệ thống máy móc hiện đại, giảm thiểu tối đa nhân lực con người, nhằm đồng hộ hóa sản phẩm, giảm thiểu sai sót trong khâu sản xuất. Đảm nhận từ khâu thiết kế, ra rập, liên hệ nhà cung ứng phải và phụ liệu, gia công, kiểm hóa, lưu kho và xuất xưởng.
Mong muốn mang lại sự hài lòng cho khách hàng, Volcamod luôn không ngừng cải thiện sản phẩm, đưa ra các giải pháp tối ưu về chi phí có lợi nhất cho khách hàng

## Đội ngũ
Volcamod hiện có đội ngũ thiết kế dày dặn kinh nhiệm và hơn 50 công nhân tay nghề cao chuyên sản xuất hàng thời trang, Shirt, T-Shirt, Polo.